# Madeleine Amgwerd
Madeleine Amgwerd, née le 1er août 1946 à Bienne (originaire de Sattel et Schwytz), est une personnalité politique suisse du canton du Jura, membre du Parti démocrate-chrétien. Elle est conseillère aux États de 2003 à 2007. 

## Biographie
Madeleine Amgwerd naît le 1er août 1946 à Bienne. Elle est originaire de Sattel et de Schwytz, deux communes du canton de Schwytz. Elle obtient une licence en théologie de l'Université de Neuchâtel.

## Parcours politique
Membre du Parti démocrate-chrétien (PDC), elle siège au Conseil de ville de Delémont de 1985 à 1995, puis au Conseil communal dès 1996. Battue par le socialiste Pierre-Alain Gentil, elle échoue en revanche à l'élection à la mairie de Delémont en 1995.
Elle est également membre du Parlement jurassien entre 1996 et 2003 et en est la présidente en 2003.
Elle est élue au Conseil des États comme représentante du canton du Jura entre 2003 et 2007. Lors des élections fédérales de 2007, elle est devancée par sa collègue de parti Anne Seydoux-Christe et n'est pas réélue.
Elle est présidente du PDC de son canton de juin 2005 à février 2008.